# Sistema Barra
El sistema Barra es un sistema de la tecnología solar pasiva desarrollado por Horazio Barra en Italia. 
Utiliza un muro colector de la radiación solar, con la particularidad respecto al Muro Trombe en que detrás de la pintura oscura hay una lámina metálica y un aislante térmico y no un muro que acumule el calor. Esto implica que la temperatura superficial del captador será muy alta y facilita un efecto convectivo o termosifónico que llevará por conductos el aire caliente a la parte posterior del edificio. 
Con este sistema la acumulación de calor se realiza en la estructura del edificio, e implica que debe haber masa suficiente donde acumular el calor diurno para usarlo en el período nocturno.
Por otra parte, en el tiempo cálido del año, el aire fresco de la noche se hace ingresar por los mismos conductos en losa, muros o pisos a fin de extraer el calor acumulado durante el día. Es un mecanismo de refrescamiento pasivo.
Monitoreos de edificios construidos con el sistema Barra han mostrado una distribución mucho más pareja de las temperaturas internas, en el sentido norte-sur, que en otros edificios solares pasivos. En Europa se han construido con éxito muchos edificios con este sistema, pero es prácticamente desconocido en otras partes el mundo.